# Israelische Kontrollstation

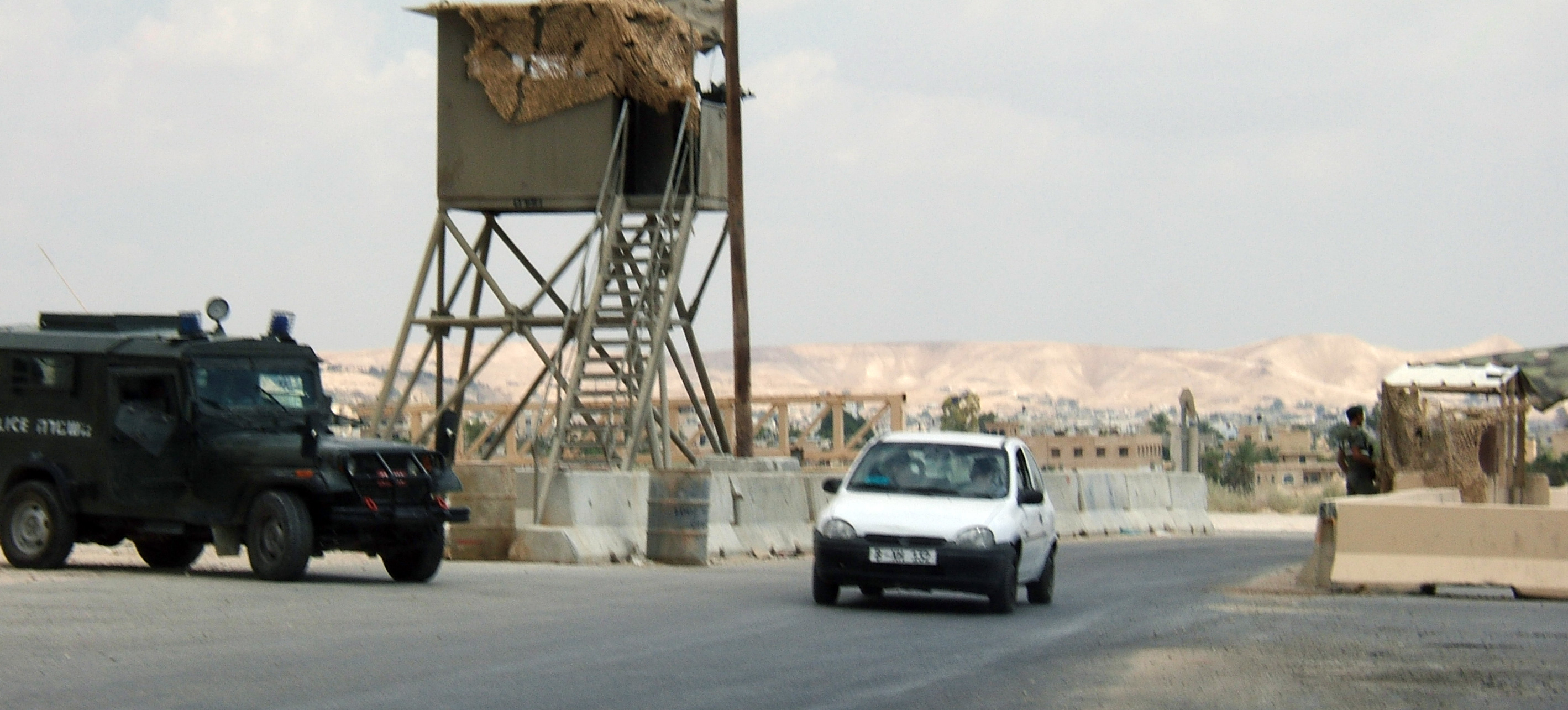
Ein israelischer Grenzübergangskontrollpunkt südlich von Jericho (2005)

Eine Kontrollstation der israelischen Armee (hebräisch מַחְסוֹם machsōm arabisch حاجز, DMG ḥāǧiz) ist ein Kontrollpunkt, den die israelische Polizei oder das Militär betreibt.

## Anzahl der Kontrollstationen

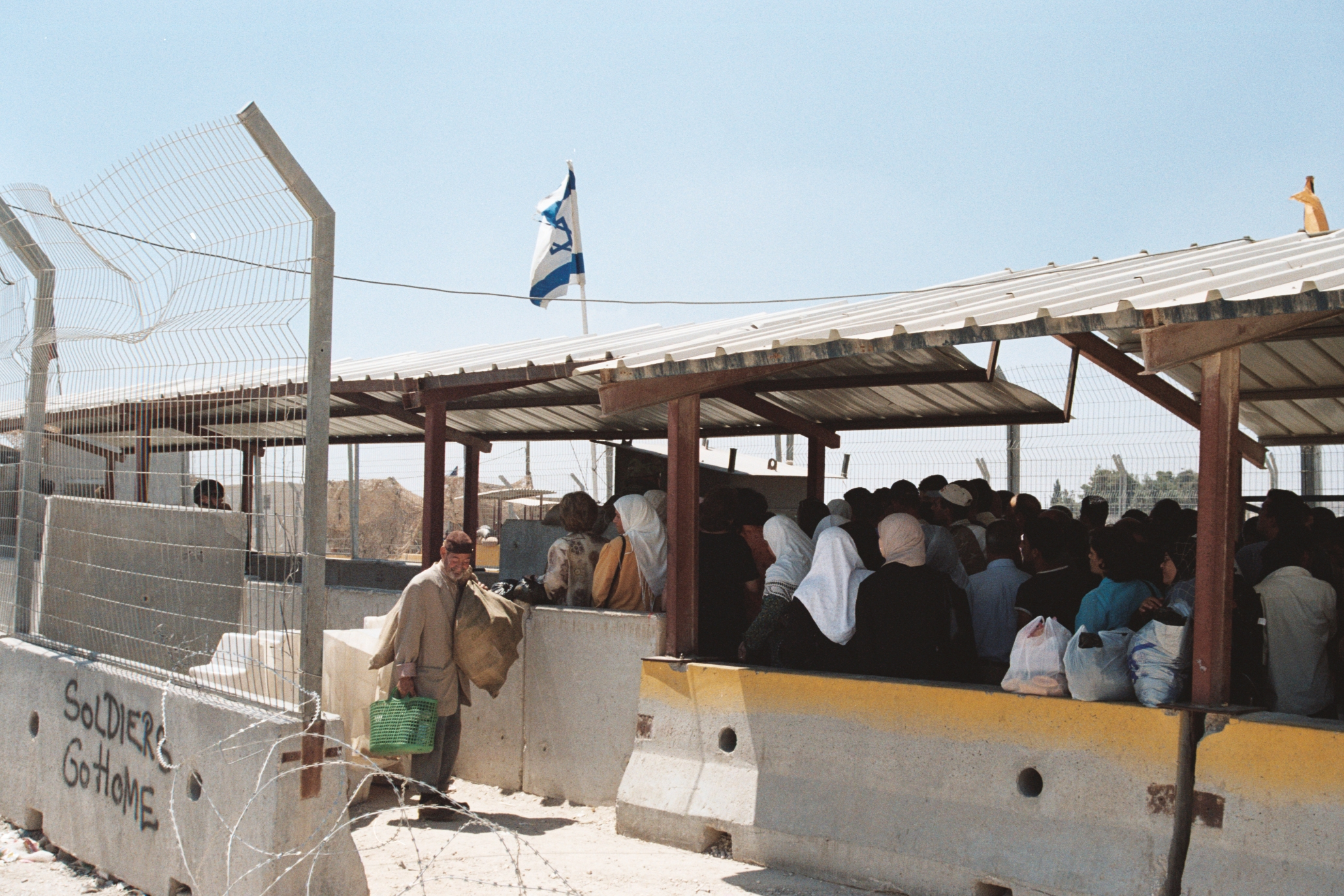
Israelische Kontrollstation außerhalb der palästinensischen Stadt Ramallah. August 2004

- Israelische Kontrollpunkte und Beschränkungen der Bewegungsfreiheit im Westjordanland

Seit den 1990er Jahren hat Israel im Westjordanland hunderte feste Straßensperren und Kontrollpunkte errichtet. An diesen Stationen versehen israelische Soldaten oder Grenzpolizisten ihren Dienst.
Das Amt der Vereinten Nationen für die Koordinierung humanitärer Angelegenheiten (OCHA) berichtete im September 2011, dass 522 solche festen Straßensperren und Kontrollpunkte die Bewegungsfreiheit der Palästinenser im Westjordanland einschränkten. Dies stellte einen Anstieg gegenüber den 503 erfassten Kontrollpunkten im Jahr 2010 dar. Diese Zahlen beinhalten nicht die temporären Kontrollpunkte, bekannt als „fliegende Checkpoints“. Bis 2011 wurden im Westjordanland durchschnittlich 495 temporäre Kontrollstationen pro Monat errichtet. Im Durchschnitt der vorangegangenen zwei Jahre lag diese Zahl bei 351 temporären Kontrollstationen pro Monat.
Die Präsenz israelischer Kontrollpunkte im Westjordanland und Gazastreifen ist ein wiederkehrendes Thema in Berichten über die israelische Besetzung palästinensischer Gebiete.
Laut Angaben der israelischen Menschenrechtsorganisation B'Tselem existierten im Jahr 2013 im Westjordanland 99 fixe Kontrollpunkte. Zusätzlich zu diesen festen Installationen wurden temporäre Kontrollpunkte, sogenannte „fliegende“ Kontrollpunkte (flying checkpoints), eingerichtet. Im selben Jahr verzeichnete B'Tselem insgesamt 174 solcher plötzlichen Kontrollpunkte, wobei im Monat August 2013 allein 288 temporäre Kontrollpunkte gezählt wurden.
Eine umfassendere Liste der militärischen Kontrollstationen im Westjordanland und Gazastreifen umfasste mit Stand vom 11. November 2021 etwa 174 Kontrollstationen insgesamt.
Nach Angaben der israelischen Verteidigungskräfte (IDF) reduzierte sich die Anzahl der festen Kontrollpunkte im Westjordanland erheblich: Von 40 im Jahr 2008 auf 13 im Mai 2013, was als Geste des guten Willens nach der Abschaffung der meisten Kontrollpunkte interpretiert wurde. Die IDF erklärte zudem, dass diese Kontrollpunkte nicht immer durchgängig besetzt sind; ihre Nutzung hängt von der jeweils wahrgenommenen Sicherheitsbedrohung ab.
Diese Zahlenangaben der IDF beinhalten jedoch nicht die zahlreichen zusätzlichen physischen Hindernisse, wie zum Beispiel Straßensperren, Erdbarrieren oder Tore. Solche temporären oder dauerhaften Barrieren schränken die Bewegungsfreiheit von Palästinensern ein und blockieren in vielen Fällen den Zugang zu verschiedenen Gebieten innerhalb des Westjordanlandes, insbesondere im Zusammenhang mit der israelischen Sperranlage.

## IDF-Perspektive
Nach Angaben der IDF kann ein palästinensischer Zivilist im Westjordanland von der nördlichen Stadt Jenin nach Bethlehem südlich von Jerusalem reisen, ohne auf einen einzigen militärischen Kontrollpunkt zu stoßen.
Informationen von IDF belegen die drastische Reduktion von Kontrollstationen von 40 im Juli 2008 auf 13 im Februar 2014. Terror verhindern und Leben retten ist das Motto.

## Kritik

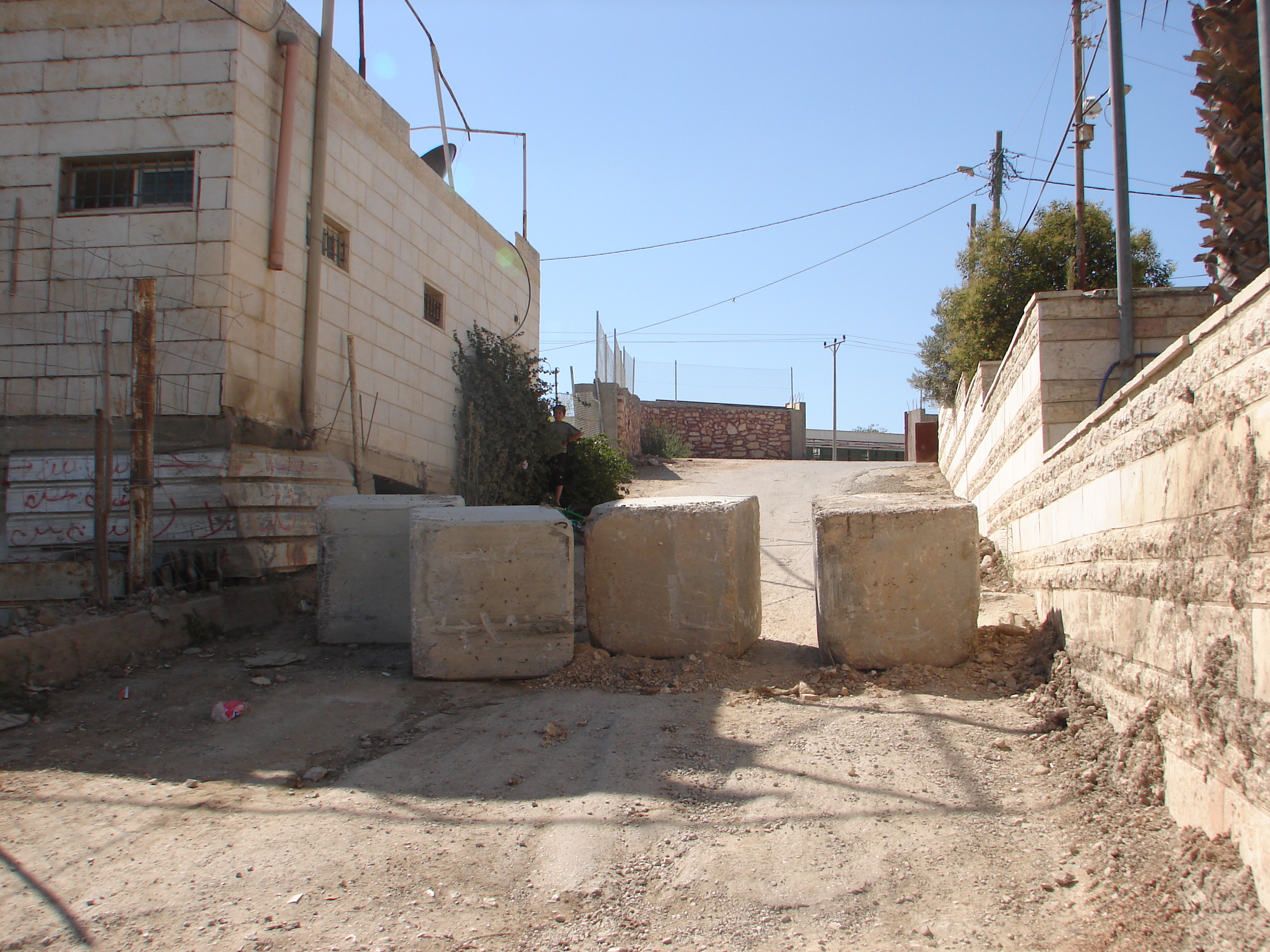
Unbesetzte Strassensperre im Westjordanland. Juli 2006

Viele palästinensische Bewohner des Westjordanlandes behaupten, dass die Kontrollpunkte trotz ihres Zwecks in der Praxis das Recht der Palästinenser auf Transport und andere Menschenrechte verletzen. Palästinensische Beschwerden über Missbrauch und Demütigung sind weit verbreitet: Generalmajor Dr. Menachem Finkelstein, Generalrichter der israelischen Streitkräfte, erklärt: „Es gab viele – zu viele – Beschwerden darüber, dass Soldaten an Kontrollpunkten Palästinenser misshandeln und demütigen und dass die große Zahl.“ der Beschwerden „leuchtete für ihn ein rotes Licht“ aus. Hunderte israelische Frauen haben im Rahmen von Machsom (Checkpoint) Watch die Kontrollpunkte überwacht. Die Organisation verbreitete täglich Berichte über die Kontrollpunkte und veröffentlichte ein Buch mit Zeugenaussagen, das laut Mitbegründer und Autor Yehudit Kirstein-Keshet „Israels Gefangenschaft einer ganzen Bevölkerung in einem Netz aus Absperrungen und Kontrollpunkten“ zeigt. Kirstein-Keshet berichtet außerdem: „Wir Beobachter … sind Zeugen der täglichen Demütigungen und Misshandlungen, der Verzweiflung und Ohnmacht der Palästinenser an Kontrollpunkten.“
Die Vereinten Nationen haben in ihrem Humanitären Monitor-Bericht vom Februar 2009 erklärt, dass es „offensichtlich“ werde, dass die Kontrollpunkte und Hindernisse, die die israelischen Behörden seit Beginn der zweiten Intifada (September 2000) als vorübergehende militärische Reaktion auf gewalttätige Konfrontationen rechtfertigten, eingesetzt würden und Angriffe auf israelische Zivilisten, entwickelt sich zu einem „permanenteren Kontrollsystem“, das den Raum für palästinensisches Wachstum und Bewegung zugunsten der wachsenden israelischen Siedlerbevölkerung stetig verringert. Die Situation für Arbeitnehmer im Westjordanland und dem GAZA Streifen ist mehr als sehr schwierig. Hauptsächlich dienen solche Stationen dazu, Gastarbeiter zu kontrollieren, die einem Arbeitsverhältnis in Israel nachgehen, und nicht arabische Israelis aufzuhalten, die in Gebiete der Palästinensischen Autonomiegebiete reisen. Das Militär verbietet, nicht arabischen Israelis die Autonomiegebiete zu betreten, da ihnen dort Schaden an Leib und Leben droht. Die Siedlungen im Westjordanland gelten international als umstritten.

## Kontrollpunkte und medizinische Versorgung

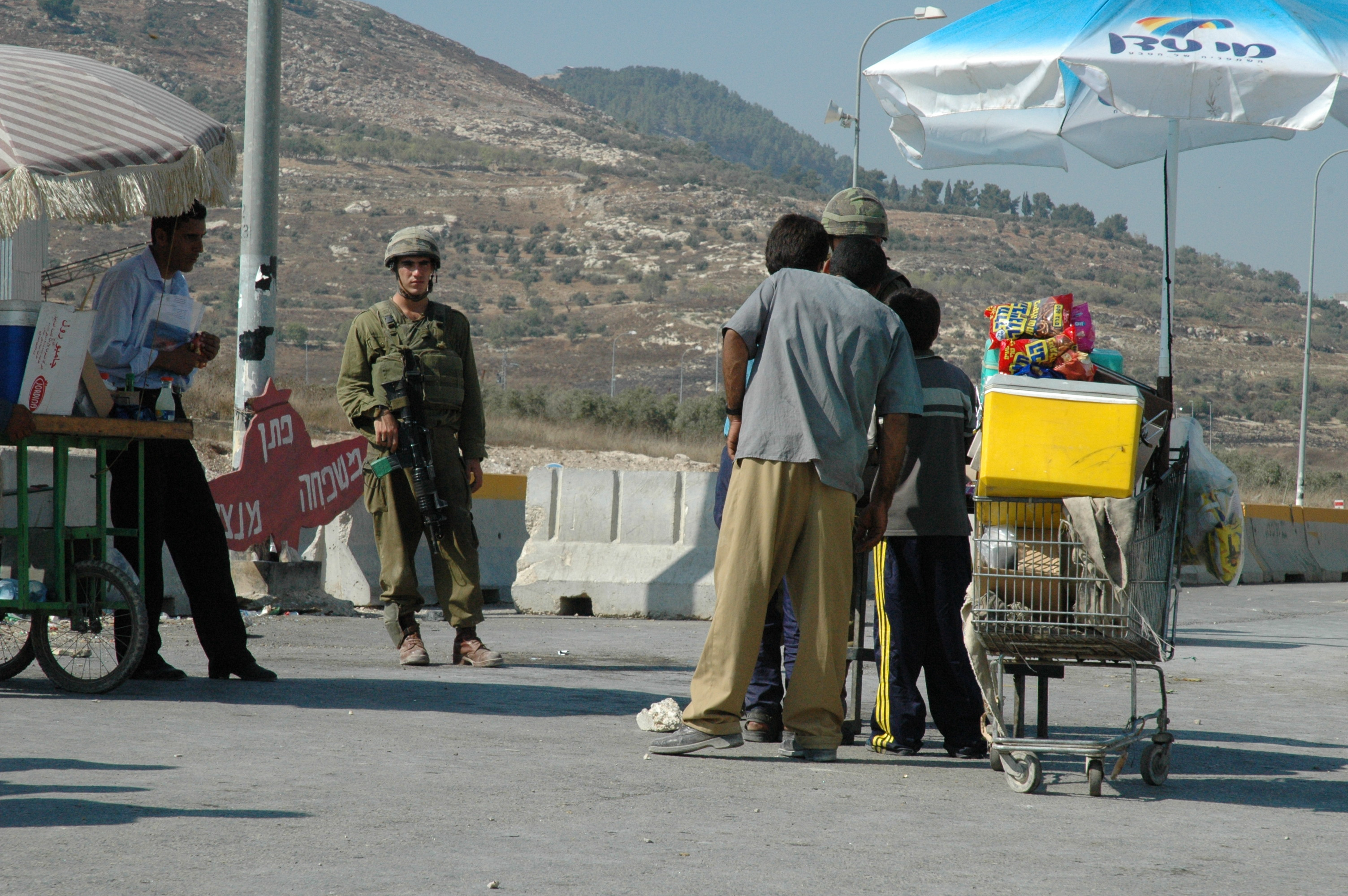
Ein israelischer Soldat kauft im Jahr 2004 von palästinensischen Kindern, die in der Nähe eines Kontrollpunkts Getränke verkaufen

Im März 2002 wurde in einem Krankenwagen der Palästina Red Crescent Society (PRCS) ein Sprengsatz gefunden. Der Rote Halbmond zeigte sich schockiert über den Vorfall und leitete eine interne Untersuchung ein. Am 11. Januar 2004 wurde ein PRCS-Krankenwagen, der keine Patienten beförderte, an einem fliegenden Kontrollpunkt in der Nähe des Dorfes Jit angehalten und durchsucht. Der Krankenwagen wurde von einem Militärjeep zum Qadomin-Busbahnhof eskortiert, wo die Rettungswagenbesatzung nach 10 Minuten ihre Ausweise zurückerhielt und weiterarbeiten durfte. In einem anderen Fall wurde am selben Tag ein Krankenwagen, der einen Diabetiker zum Krankenhaus in Tulkarm transportierte, angehalten, durchsucht und durfte weiterfahren, nachdem der Begleiter des Patienten festgenommen worden war.
Im Jahr 2008 wurde ein israelischer Soldat, der einen Kontrollpunkt außerhalb von Nablus befehligte, entlassen und zwei Wochen lang eingesperrt, nachdem er einer gebärenden Palästinenserin die Durchfahrt verweigert hatte. Am Kontrollpunkt wurde die Frau zur Geburt gezwungen und das Baby kam tot zur Welt. Nach Angaben des palästinensischen Gesundheitsministeriums brachten zwischen 2000 und 2006 mindestens 68 Frauen an Kontrollpunkten ihr Kind zur Welt, von denen 35 eine Fehlgeburt erlitten und fünf bei der Geburt starben.